# Torre Mateu

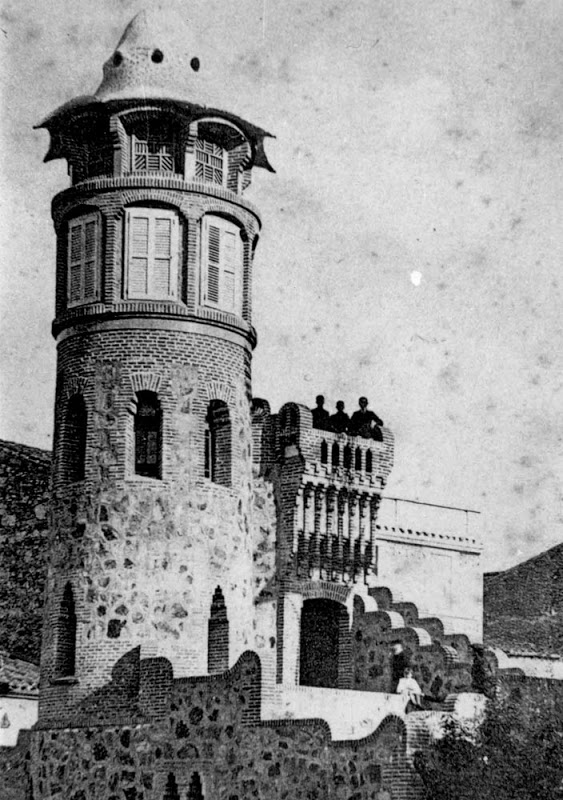
La torre Mateu, conocida como "La Miranda", tal como lucía aproximadamente en 1906.

La torre Mateu, también conocida como La Miranda, fue un edificio construido en los primeros años del siglo XX en Llinars del Vallés, localidad situada a 45 kilómetros de Barcelona (Cataluña, España). Se atribuye al arquitecto catalán Antoni Gaudí y también a su colaborador Francisco Berenguer, sin pruebas concluyentes que apoyen una u otra autoría. Fue demolido en 1962, debido a su mal estado.
Se trataba de una construcción de estilo modernista con una torre esquinera que articulaba el juego volumétrico. Formaba parte de la residencia veraniega de Damián Mateu Bisa —un industrial metalúrgico y fundador de Hispano-Suiza, nacido en Llinars, que desarrolló su actividad en Barcelona—. Pese a no existir documentación alguna en el Archivo Municipal, numerosos elementos permiten suponer la autoría de Gaudí o Berenguer sin poderse afirmar con certeza una u otra atribución. Su imagen está fuertemente ligada a la memoria colectiva de Llinars del Vallès y presente en numerosas fotografías antiguas que lo muestran en su estado original y tal como quedó dañado por una explosión en 1939 durante los sucesos de la guerra civil española. En esas fotos destaca la torre como una de las construcciones más altas del pueblo con sus 17,50 metros de altura. También se puede apreciar el valioso trabajo de la verja en forma de red y los portones de hierro forjado. Las puertas originales están hoy situadas en el parque Güell de Barcelona y se conservan además algunas partes de la verja. Actualmente se pretende la reconstrucción de “La Miranda” en otro solar, ya que en el sitio original se levantó un edificio de viviendas. La iniciativa es llevada adelante por una fundación creada al efecto.

## Descripción
Se situaba en el ángulo sudeste del amplio solar de la casa familiar de los Mateu, junto a la riera Giola que atraviesa de norte a sur el pueblo de Llinars del Vallès. Enfrente estaba la antigua parada de diligencias. Se estructuraba en planta baja y tres plantas altas, y sobre uno de los ángulos en coincidencia con la esquina del solar se situaba la torre cilíndrica ahusada; en el opuesto arrancaba una escalera que con distintas conformaciones recorría exteriormente el edificio hasta la tercera planta, que era un mirador de planta circular. El remate de la torre era una cúpula acampanada revestida con cerámica troceada (trencadís), con 8 óculos.
La mayor parte del edificio era de mampostería de piedra. Los bordes y remates eran de ladrillo a la vista, material con que se formaban además los recercados de todas las aberturas con formas dentadas, las barandas, parte de la torre, la tribuna, el balcón principal y otros elementos.

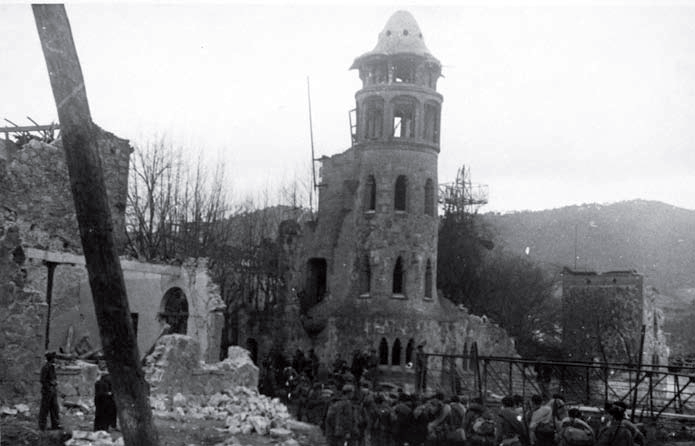
Fotografía de la torre Mateu tomada pocos días después del combate que tuvo lugar en Llinars del Vallès durante la guerra civil española. Las explosiones produjeron graves daños que quedan evidenciados en la imagen. Foto publicada en El Noticiero de España, el 11 de marzo de 1939.

La planta baja estaba destinada a cochera con dos grandes portones y la primera planta, a la que se accedía por una terraza, era un espacio de reunión y costura para la esposa de Damián Mateu, ya que este edificio había sido construido con ese fin. Contaba este espacio con un balcón volado de ladrillo de formas redondeadas y baranda de forja. La escalera continuaba en un tramo hasta la segunda planta y luego en otros dos tramos hasta la tercera, siempre exteriormente. El descansillo formaba sobre la entrada principal una tribuna compuesta de ladrillos a la vista. Según relatos de testigos la escalera tenía una barandilla de hierro forjado. Esta pieza desapareció por completo y las fotografías existentes no permiten definir con claridad su conformación.
La tercera planta era el mirador (“Miranda”, de allí el nombre popular del edificio) de planta circular con grandes ventanales a dos niveles que abarcaban toda la circunferencia. Se cubría con la cúpula acampanada que otorgaba su imagen característica al edificio.
Las ventanas de las plantas baja y primera tenían forma semiparabólica obtenida por el voladizo sucesivo de las hiladas de ladrillos. Otras repetían el esquema con un pequeño arco rebajado formando el dintel. Los portones y la puerta de acceso de la primera planta se cerraban con arcos rebajados, mientras que las ventanas del mirador eran rectangulares. Las carpinterías eran de madera con celosías. Decorando algunos puntos de la escalera había medallones cerámicos.
La verja se extendía unos 20 metros a cada lado y estaba formada por un muro de mampostería rematado en pendiente estucada para evacuar las aguas pluviales. Por encima se situaban pilares de perfiles curvados y decorados con piezas de forja que sostenían rejas en forma de redes engarzadas con anillas, todo de hierro forjado. Se conservan varias de estas piezas. El portón de acceso para carruajes tenía estructura similar, con parantes de perfiles curvados de forma parecida a los de la verja unidos por travesaños del mismo material y cubiertos de decoración de forja a modo de púas. Completaban esta estructura tensores diagonales retorcidos helicoidalmente y los paños se cerraban con mallas del mismo tipo que las de la verja. Este sistema puede verse con algunas variaciones en las Bodegas Güell de Garraf, edificios que también fueron atribuidos a Berenguer durante mucho tiempo.
La puerta para peatones se formaba con un fleje retorcido helicoidalmente en forma de zigzag. El portón y la puerta se encuentran en la actualidad en el parque Güell de Barcelona, en una de las entradas.

## Autoría
No existen datos que permitan afirmar con certeza quién proyectó la torre Mateu. En el archivo municipal de Llinars no se encuentran referencias y en la extensa bibliografía sobre Gaudí se hallan pocas menciones de este edificio.
Existe la versión de que los planos fueron firmados por el arquitecto Ignacio Mas Morell, aunque no hay pruebas de ello. Algunos autores lo atribuyen al colaborador de Gaudí, Francisco Berenguer.
Esta atribución se enmarca en la polémica iniciada en 1928 por el crítico de arte Feliu Elias en su capítulo L'escultura catalana moderna de la Enciclopèdia de Catalunya, donde aseguró que Berenguer era el creador del estilo decorativo de las obras de Gaudí, exponiendo a este como un explotador que se apropiaba del trabajo de su ayudante. Este autor repitió estos conceptos en diversos artículos, algunos firmados como Joan Sacs. Los colaboradores de Gaudí Domingo Sugrañes y Francesc Quintana replicaron en defensa de Gaudí, lo que generó una discusión mediante diversas publicaciones.
En 1960 una biografía sobre Gaudí revivió el tema. Más tarde David Mackay publicó un artículo sobre Berenguer repitiendo los conceptos señalados por Feliu Elias, insistiendo en otros artículos del mismo tono en años siguientes.
Otros por su parte se han inclinado por una colaboración entre Gaudí y Berenguer en el proyecto de “La Miranda”.
Es importante establecer la fecha de construcción para poder hacer comparaciones con obras contemporáneas de Gaudí y Berenguer y plantear hipótesis. Parece probado que la construcción estaba en curso entre 1906 y 1907. Así lo señalan fuentes testimoniales como la carta conservada en la biblioteca del castillo de Peralada firmada por Damián Mateu en 1907 que menciona una obra en curso en Llinars. Allí se señala a Berenguer como el arquitecto que dirigía la obra. En el archivo de Berenguer se conserva un dibujo con el título «Torre Mateu. Llinars del Vallès», fechado en 1906. Es un alzado desde el interior, en tinta, que no representa la verdadera conformación del edificio ya que tiene una planta menos, además de otras diferencias, si bien es rico en detalles bastante fidedignos de los materiales, las rejas y ventanas y la cúpula.
Por otra parte se cuenta con dos testimonios que relacionan por las mismas fechas a Gaudí con la obra de Llinars: el hijo y el nieto del contratista de la obra, José Font Serra, relataron muchas veces que su abuelo iba a la estación de tren de Llinars a esperar a Gaudí en sus visitas a la obra. Esta afirmación la recogió en 1973 el escultor Frederic Marès, quien tenía una casa cercana a la torre Mateu.
El segundo testimonio es el relato de Ramón Dedeu, colaborador del constructor Josep Bayó en la casa Milà y el parque Güell, quien explicó que Gaudí había encargado a los hermanos Badia, herreros que trabajaron asiduamente en las obras de Gaudí, la construcción de una reja en forma de red de pescadores. Dedeu relató que al cabo de un tiempo vio la reja en una torre de Llinars, que sería seguramente la torre Mateu.
De todo ello se deduce que la obra se habría construido entre 1906 y 1907. Esto la sitúa en una época en la que Gaudí había desarrollado plenamente su estilo maduro. En tanto la obra de Berenguer —la que puede serle atribuida, ya que al no haber tenido título habilitante las firmas de sus proyectos pertenecen a arquitectos que prestaban un favor a su amigo— es bastante monocorde a lo largo de los años, caracterizada por fachadas simétricas, predominio del plano sobre la volumetría, recercado de huecos, profusa utilización de mampostería y ladrillo a la vista y, en general, un planteamiento bidimensional de la composición, todo dentro de un correcto manejo de las técnicas.

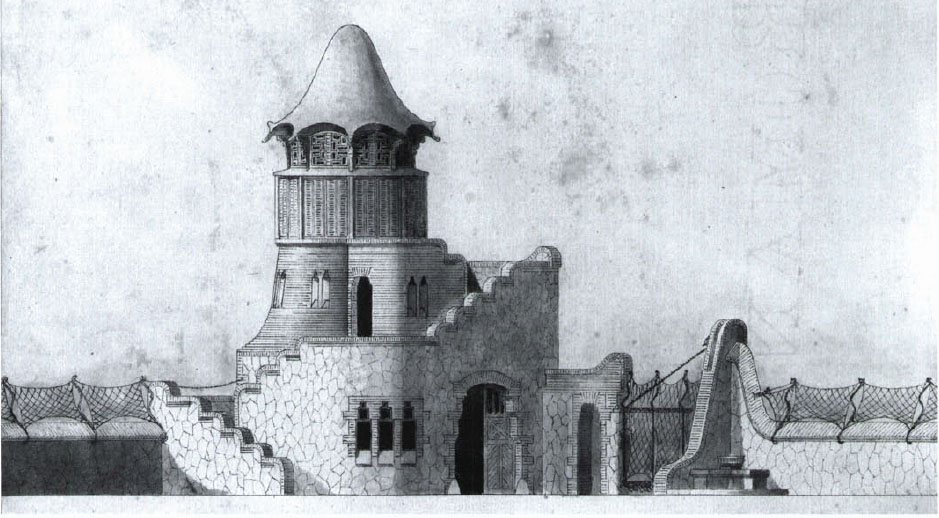
Dibujo de Francesc Berenguer Mestres con el título "Torre Mateu. Llinars del Vallès", fechado en 1906. Se conserva en el Archivo del Col·legi Oficial d'Arquitectes de Catalunya

En la torre Mateu se ve una composición rica y marcadamente tridimensional, que llevaría a pensar en la intervención de Gaudí. Por su parte, el tipo de materiales y técnicas y el tratamiento decorativo de las fachadas se alinean con la obra de Berenguer, o en su caso de un Gaudí de dos décadas atrás.
Sustentan la atribución a Gaudí:
- Los relatos de los testigos, José Font Serra y Ramón Dedeu.
- La relación de Gaudí con Damián Mateu, por ser este miembro de la Junta Constructora del Templo Expiatorio de la Sagrada Familia.
- La composición del edificio.
- Algunas de las técnicas empleadas, como las escultóricas rejas y el trabajo en forma de red.

En contra de la atribución a Gaudí:
- No se menciona este edificio en el libro de Josep Francesc Ràfols de 1928. Debe recordarse que este autor pudo revisar y catalogar el archivo completo de Gaudí antes de su destrucción en 1936.
- El tipo de materiales y técnicas empleados en general corresponden a una etapa anterior de su obra.
- Poco vuelo en las soluciones estructurales, a excepción de la estructura de la cúpula.
- Inexistencia de simbolismos, tan frecuentes en la obra de Gaudí.

La atribución a Berenguer se apoya en:
- El dibujo conservado en su archivo, aunque con las observaciones marcadas acerca de las importantes diferencias con la obra ejecutada.
- La carta conservada en la biblioteca del castillo de Peralada firmada por Damián Mateu en 1907, que lo menciona dirigiendo la obra.
- El hecho de que por no tener título de arquitecto Berenguer debía recurrir a la prestación de firma y por ello es imposible hallar planos de obras suyas con su rúbrica, lo que podría argumentarse en este caso.
- El tipo de materiales y técnicas utilizados, comunes a toda su obra particular.

En contra de la atribución a Berenguer:
- El edificio tiene un tipo de composición que se aparta de lo que generalmente hacía Berenguer, con trabajo de planos y volumetrías simples.
- El cliente era una persona muy influyente en la Sagrada Familia, por lo que puede pensarse que no buscaría a un ayudante sin título en lugar del arquitecto Gaudí, si bien eran años de gran volumen de trabajo para este, cuando simultáneamente dirigía el parque Güell, la casa Batlló, la restauración de la catedral de Mallorca, además de otras varias obras y proyectos.

La conclusión más plausible es que la torre Mateu es fruto de una colaboración entre Gaudí y Berenguer, la que se alinea con la que se dio en las Bodegas Güell de Garraf que durante muchos años se pensó que sería obra del ayudante basándose en un dicho atribuido a Gaudí. La desaparición de gran parte de los archivos de Gaudí puede haber eliminado alguna prueba física de su autoría o de la colaboración con su ayudante Berenguer.

## La reconstrucción

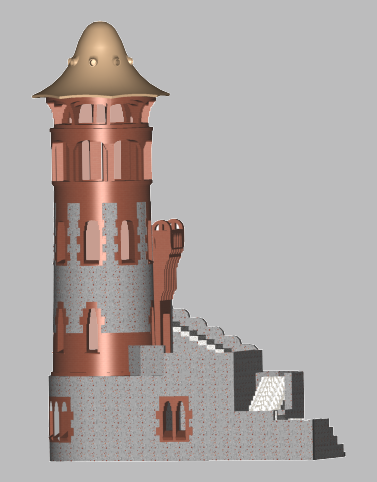
Proyecto de reconstrucción de la Torre Mateu "La Miranda". Autores: Joan Bassegoda Nonell, Bibiana Sciortino y Mario Andruet, arquitectos.

En 1996 se creó la Asociación Pro Miranda con el fin de reconstruir “La Miranda” en un nuevo solar, debido a que en el original hay un edificio de viviendas. Con ese objetivo encargó un proyecto de reconstrucción del edificio que se realizó sobre la base del material existente: fotos, el dibujo de Berenguer, el plano de planta y alzado de la puerta y el portón de entrada, designado como Barri d'entrada de Can Mateu, de septiembre de 1961, y algunos testimonios. Este proyecto luego digitalizado formó parte de los estudios previos de la tesis doctoral Los conceptos estructurales de Gaudí.
Existe otro dibujo realizado por un grupo de la Universidad Politécnica de Cataluña. En 2006 se creó la Fundación la Miranda, con iguales objetivos que la Asociación. En 2012 se encargó un proyecto conjuntamente con el Ayuntamiento de Llinars del Vallès para la reconstrucción del edificio dentro de un emprendimiento que incluye espacios para diversos usos docentes y culturales.